# Creighton (Misuri)
Creighton es una ciudad ubicada en el condado de Cass en el estado estadounidense de Misuri. En el Censo de 2010 tenía una población de 349 habitantes y una densidad poblacional de 390,58 personas por km².

## Geografía
Creighton se encuentra ubicada en las coordenadas 38°29′48″N 94°4′20″O / 38.49667, -94.07222. Según la Oficina del Censo de los Estados Unidos, Creighton tiene una superficie total de 0.89 km², de la cual 0.89 km² corresponden a tierra firme y (0%) 0 km² es agua.

## Demografía
Según el censo de 2010, había 349 personas residiendo en Creighton. La densidad de población era de 390,58 hab./km². De los 349 habitantes, Creighton estaba compuesto por el 95.7% blancos, el 2.01% eran afroamericanos, el 1.72% eran amerindios, el 0% eran asiáticos, el 0% eran isleños del Pacífico, el 0% eran de otras razas y el 0.57% pertenecían a dos o más razas. Del total de la población el 2.01% eran hispanos o latinos de cualquier raza.